# Yorketown, New Jersey
Yorketown är en ort i Monmouth County, New Jersey, USA.